# Hertigdömet Schlesien
För hertigdömet i Habsburgmonarkin efter 1742, se Österrikiska Schlesien.

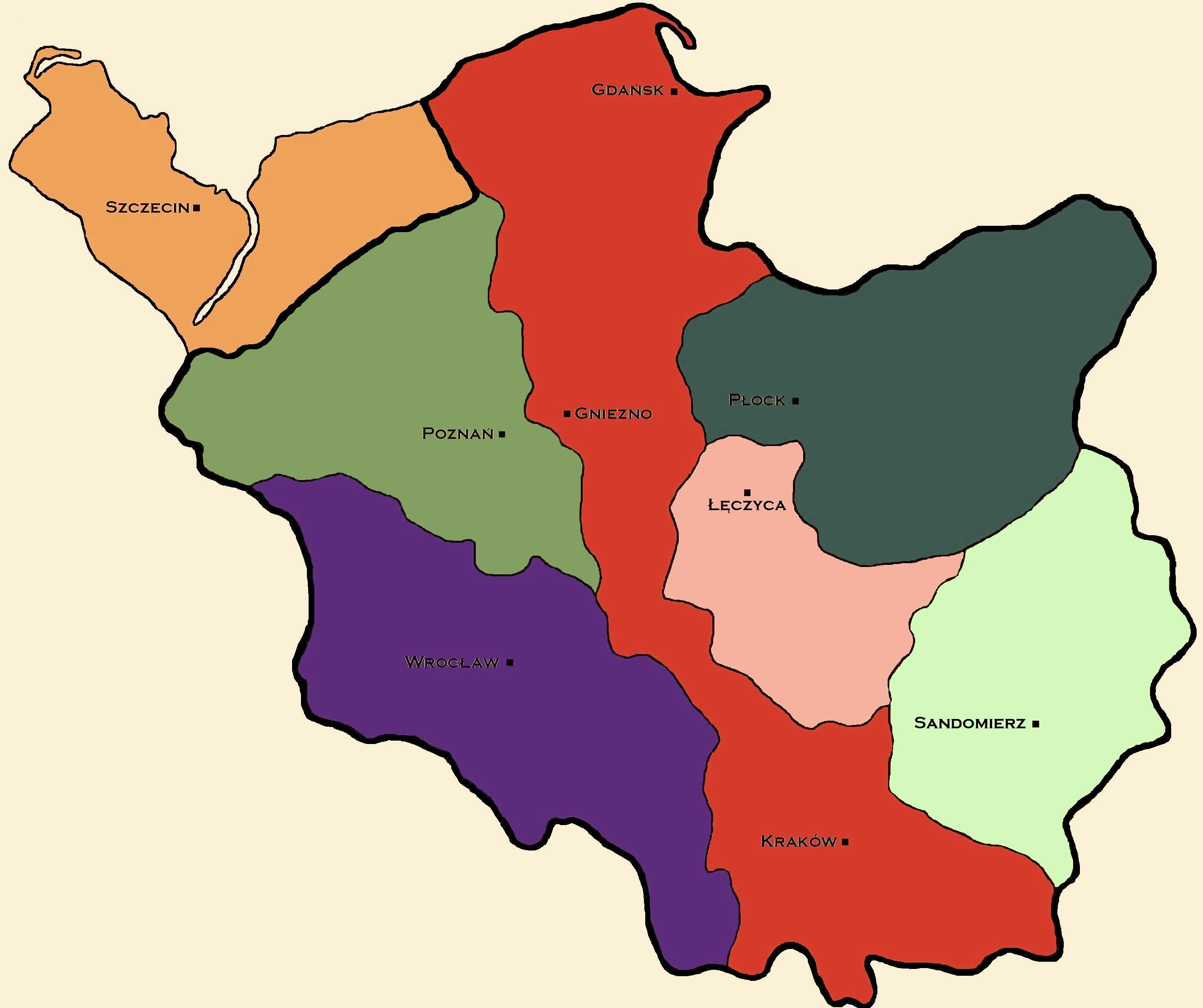
Polens uppdelning i fyra hertigdömen samt seniorhertigdömet Kraków och övriga territorier enligt Boleslav III:s testamente 1138. Schlesien i lila i sydväst.

Hertigdömet Schlesien, polska: Księstwo śląskie, tyska: Herzogtum Schlesien, var ett medeltida hertigdöme i Schlesien i Polen, styrt av hertigarna av den schlesiska grenen av huset Piast. Huvudstad var Wrocław (Breslau). Hertigdömet kom att delas flera gånger under sin historia, och den återstående delen med Wrocław som huvudstad går även under beteckningen hertigdömet Wrocław eller hertigdömet Breslau. 
Hertigarna hade under huset Piasts regeringstid sitt säte i borgen på Domkyrkoön (Ostrów Tumski) i Wrocław.

## Hertigdömet Schlesien 1138–1335
Hertigdömet bildades 1138 genom Boleslav III av Polens testamente, där Schlesien testamenterades till sonen Vladislav II "den förvisade". Genom delningen av Polen omvandlades kungadömet under denna period till ett seniorat, där den mest seniore av hertigarna av huset Piast även blev storhertig av Polen och regent i Kraków.
1172 bildades hertigdömet Racibórz genom delning från hertigdömet Schlesien, då Boleslav I "den långes" yngre bror Mieszko I erhöll Racibórz som eget hertigdöme. Tillsammans med hertigdömet Opole bildade det Övre Schlesien, medan den återstående större delen i nordväst benämndes Nedre Schlesien.

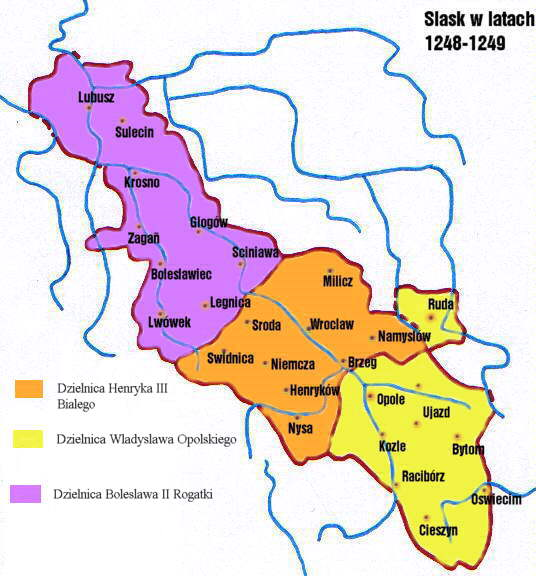
Schlesiens delning 1248/49. Lila: Hertigdömet Legnica under Boleslav II, orange: Hertigdömet Wrocław under Henrik III, gul: Hertigdömet Opole under Władysław.

Efter Henrik II:s död i slaget vid Legnica, under den mongoliska invasionen 1241, kom den återstående delen av hertigdömet att delas igen mellan hans söner 1248:
- Boleslav II valde Legnica som residens och bildade hertigdömet Legnica, som han regerade tillsammans med sin yngste bror Konrad. Kort därefter såldes Lubusz till markgrevskapet Brandenburg. 1251 tvingade Konrad sin bror Boleslav II att avträda hertigdömet Głogów till honom.
- De yngre bröderna Henrik III och Władysław erhöll Wrocław som residens, och bildade det återstående hertigdömet Wrocław.

Hertigdömet Schlesien kom gradvis att frigöra sig från Polen under 1200-talet. Den siste schlesiske hertigen som även regerade i Polen var Henrik IV Probus, hertig av Schlesien från 1270 och från 1288 även seniorhertig av Polen. Efter hans död 1290 var Schlesien i praktiken politiskt oberoende av Polen, så att de polska seniorhertigarna i Kraków inte längre erkändes som länsherrar, och hertigdömet uppgick istället 1327 i kungariket Böhmen. Detta bekräftades definitivt genom fördraget i Trenčín 1335, då kung Kasimir III av Polen formellt avsade sig sina rättigheter som feodal länsherre i Schlesien till förmån för kung Johan den blinde av Böhmen. I och med hertigen Henrik VI:s död samma år återgick hertigtiteln till den böhmiska kronan. Därmed kom hertigdömet att styras som ett av kungen av Böhmens personliga län.

## Schlesien som kronland efter 1335
Titeln Hertig av Schlesien kom att höra till de böhmiska kungarna, efter 1526 Habsburgkejsarna och från 1742 till de preussiska kungarna av huset Hohenzollern. I och med Preussens administrativa reformer under början av 1800-talet och skapandet av provinsen Schlesien blev titeln Suverän och överste hertig av Schlesien enbart ceremoniell, utan administrativ betydelse. Vid Vilhelm II av Tysklands abdikation 1918 avskaffades titeln i Tyskland.
Habsburgkejsarna fortsatte även efter freden 1742 att titulera sig hertigar av Övre och Nedre Schlesien, med avseende på de mindre delar av södra Schlesien omkring Ostrau (Ostrava) och Troppau (Opava) som förblivit österrikiska. Dessa territorier delades slutligen mellan Polen och Tjeckoslovakien 1919.

## Regerande hertigar av Schlesien (hertigdömet Wrocław)
Regeringstid som hertig av Wrocław inom parentes.
- Vladislav II "den fördrivne" av Polen (1138–1146), seniorhertig av Polen
  - Boleslav "den krushårige" (1146–1163), styvbror
- Boleslav I "den långe" (1163–1201), son till Vladislav II
- Henrik I "den skäggige" (1201–1238), son till Boleslav I, seniorhertig av Polen från 1232
- Henrik II "den fromme" (1238–1241), son till Henrik I, seniorhertig av Polen, stupade i slaget vid Legnica 1241
- Boleslav II (1241–1248), blev hertig av Legnica vid delning 1248
- Henrik III "den vite" (1248–1266), bror, tillsammans med
  - Vladislav (1248–1270), bror, även ärkebiskop av Salzburg från 1265
- Henrik IV Probus (1266–1290), son till Henrik III, hertig av Wrocław från 1270, seniorhertig av Polen från 1288
- Henrik V "den tjocke" (1290–1296), son till Boleslav II, även hertig av Legnica sedan 1278
- Henrik VI "den gode" (1296–1335), andre son, fram till 1311 med förmyndarna:
  - Bolko I "den stränge" (1296–1301), son till Boleslav II
  - Wencel II av Böhmen (1301–1305), kung av Böhmen och Polen
  - Boleslav III "den givmilde" (1305–1311), son till Henrik V, hertig av Legnica sedan 1296

Då Henrik VI dog 1335 utan manliga arvingar, återgick hertigdömet till kung Johan den blinde av Böhmen i egenskap av länsherre.